# Xã Grant, Quận Reno, Kansas
Xã Grant (tiếng Anh: Grant Township) là một xã thuộc quận Reno, tiểu bang Kansas, Hoa Kỳ. Năm 2010, dân số của xã này là 1.348 người.